# 三陸縦貫自動車道

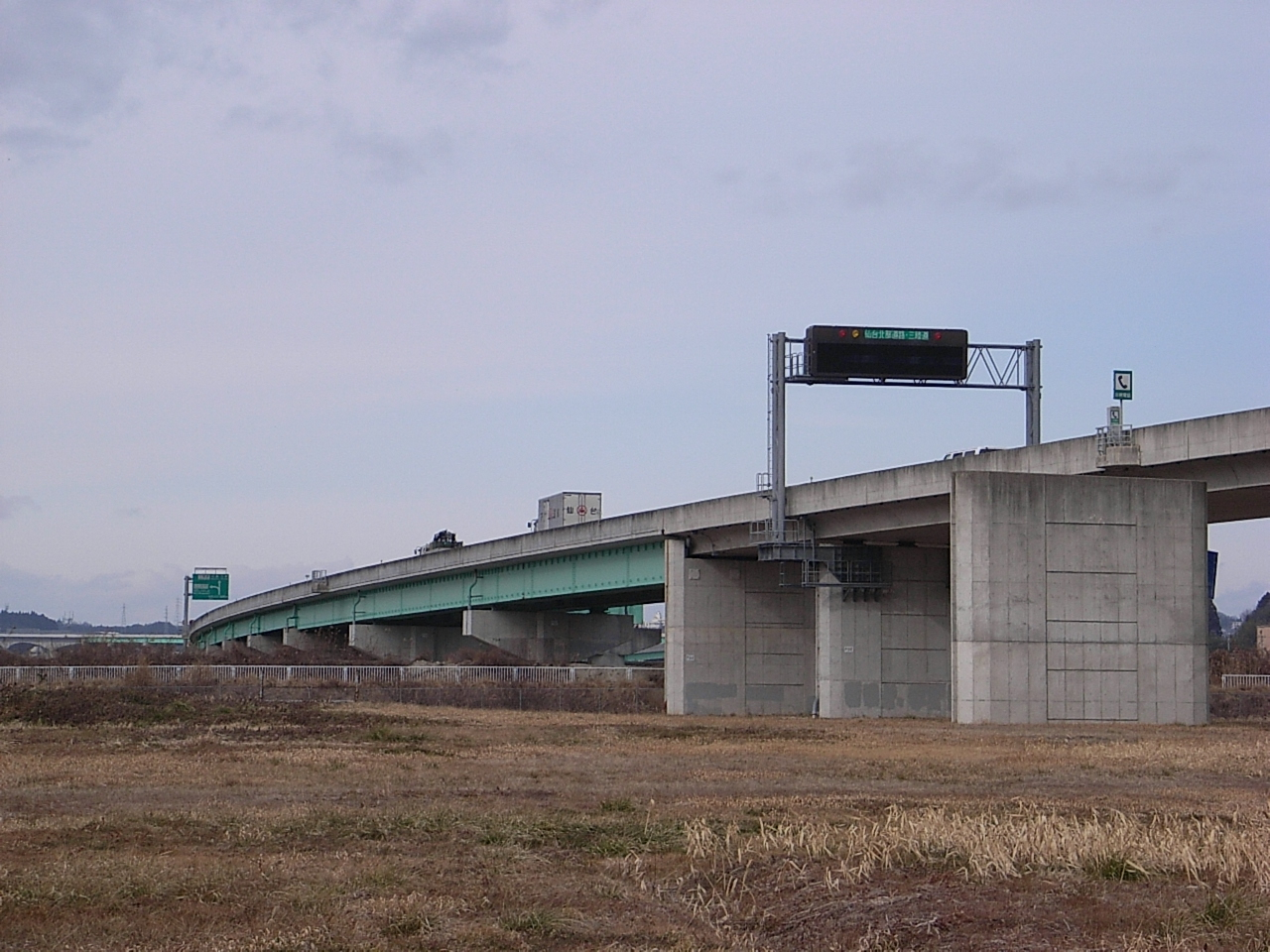
宮城県多賀城市内（多賀城高架橋、2008年1月撮影）

三陸縦貫自動車道（さんりくじゅうかんじどうしゃどう）は、宮城県仙台市を起点とし、岩手県宮古市に至る国土交通大臣指定に基づく高規格幹線道路（一般国道の自動車専用道路）（B路線）である。国道45号に指定されている。

## 概要
三陸縦貫自動車道の一部は宮城県道の区間も含まれるものの、当該区間も「一般国道自動車専用道路」として扱われる（後述：仙台松島道路）。岩手県釜石市で東北横断自動車道釜石秋田線（釜石自動車道）と連絡している。
道路利用者向けとして案内標識には三陸自動車道（さんりくじどうしゃどう）、または略称の三陸道（さんりくどう）が用いられる。
高速道路ナンバリングによる路線番号は、仙台港北IC - 利府JCT間で「E6」が、利府JCT - 八戸JCT間で「E45」が、それぞれ割り振られている。三陸北縦貫道路、八戸久慈自動車道と共に「三陸沿岸道路」を構成し、また常磐自動車道と一体となって三陸沿岸地域の物流を担う。

## 事業名

### 仙塩道路
仙塩道路（せんえんどうろ）は、仙台港北IC（宮城県仙台市宮城野区） - 利府中IC（宮城県宮城郡利府町）間の事業名である。東日本高速道路株式会社が一般有料道路三陸自動車道として管理している。
2011年（平成23年）11月21日、2011年（平成23年）度第3次補正予算により、全区間の4車線化および多賀城ICが事業化され、2016年（平成28年）3月27日に4車線化と多賀城ICの設置が完成。
- 起点：宮城県仙台市宮城野区中野
- 終点：宮城県宮城郡利府町春日
- 延長：7.8 km
- 道路規格 - 第1種第2級
- 設計速度：100 km/h
- 車線数：完成4車線（23.5 m）
- 最高速度：100 km/h

### 仙台松島道路
仙台松島道路（せんだいまつしまどうろ）は、利府中IC - 鳴瀬奥松島IC（宮城県東松島市）間の事業名である。
1976年（昭和51年）12月9日に東北自動車道 大和ICが開通すると、石巻方面からの自動車や鮮魚トラックの多くは首都圏方面への窓口として大和ICを利用するようになった。だが、そこに行くために使う県道大和松島線の松島側起点・初原欠田交差点までは、松島海岸での渋滞を嫌って県道仙台松島線（通称「利府街道」）に迂回して仙台へ行こうとする多くの車と一緒に国道45号愛宕交差点を右折、共用する形で通らねばならず（初原欠田交差点でさらに右折がある）、また、愛宕交差点手前の国道45号・根廻交差点では涌谷方面からの国道346号が合流、さらに大和ICから県道大和松島線、県道仙台松島線経由で国道45号松島海岸方面へ向かう観光客の増大により、初原欠田 - （県道仙台松島線） - 愛宕 - （国道45号） - 根廻の区間が朝夕や行楽シーズンに輻輳、ときには渋滞するようになった。
当道路第一期工事として松島大郷IC - 松島北出入口間が選ばれた背景には、松島大郷ICを初原欠田交差点の西側・大和IC寄りに設置することにより、石巻方面から大和ICへの短絡路を作って当該混雑区間の通行回避・物流の確保を行うと同時に、国道346号からの流入車、利府街道仙台方面へ向かう車との交通の分離を図るためでもあった。このため、当初の松島北出入口は、根廻交差点手前のさらに石巻寄りの国道45号からストレートに出入りできる構造が取られた。現在の松島北ICは鳴瀬奥松島IC延伸時に大崎市鹿島台方面からの国道346号側に付け替えられている。
仙台松島道路（利府中IC - 松島北IC間）は、当初、県道仙台松島線のバイパス、一般有料道路として建設・供用されたが、後に三陸縦貫自動車道が構想され、松島北IC - 鳴瀬奥松島IC間が開通した際、道路名を「三陸自動車道」に改めた。三陸縦貫自動車道の仙台松島道路の一部区間は、県道仙台松島線に指定されていて、都道府県道でありながら「国土交通大臣指定に基づく高規格幹線道路（一般国道の自動車専用道路）（B路線）」となっている。松島北IC - 鳴瀬奥松島IC間は県道のバイパスではなく、国道45号に対応する高規格幹線道路（一般国道の自動車専用道路）として作られたことから、松島北IC - 鳴瀬奥松島IC間は、鳴瀬道路と分けられることもある。
利府中IC - 松島北IC（11.5 km）
- 車線数：完成4車線（22.0 m）
- 道路規格：第1種第3級
- 設計速度：80 km/h
- 最高速度：80 km/h

松島北IC - 鳴瀬奥松島IC（6.8 km）
- 車線数：完成4車線（23.5 m）
- 道路規格：第1種第2級
- 設計速度：100 km/h
- 最高速度：100 km/h

1期事業：松島大郷IC - 松島北IC（暫定2車線）
2期事業：利府中IC - 松島大郷IC（暫定2車線）
3期事業：松島北IC - 鳴瀬奥松島IC（暫定2車線）
4期事業：松島海岸IC 前後区間約2 kmを附加車（4車線/20.5 m）工事
5期事業：鳴瀬奥松島IC付近に本線料金所を設置
6期事業（4車線化事業）
宮城県道路公社により、仙台松島道路のうち松島海岸IC - 松島北IC間7.5 kmの4車線事業が2014年（平成26年）3月25日完成。
先行区間として利府中IC - 松島海岸IC間が2012年（平成24年）7月12日に4車線化し、同区間の春日PAが2012年（平成24年）8月8日にオープンした。当初の完成予定は4車線化、春日PAともに2012年（平成24年）3月末までであったが東日本大震災の影響で建設期間が延期された。春日PAは三陸道で初めて売店・軽食コーナーも設置され、売店として24時間営業のミニストップが出店している。東北自動車道を除き、近隣の高速道路網では三陸自動車道の矢本PAに飲料用自動販売機があるのみで、利用者にとってサービスは格段に向上した。ただ、ガソリンスタンドの設置予定は現在のところない。
7期事業（4車線化事業）
松島北IC - 鳴瀬奥松島IC間6.8 kmの4車線化は、2012年（平成24年）8月着手、2015年（平成27年）3月30日完成。

### 矢本石巻道路
矢本石巻道路（やもといしのまきどうろ）は、鳴瀬奥松島IC - 桃生豊里IC（宮城県石巻市）間の事業名である。延長は26.5 km。鳴瀬奥松島IC - 石巻河南ICは1998年（平成10年）3月20日に、石巻河南IC - 河北ICは2003年（平成15年）12月14日に、河北IC - 桃生豊里ICは2007年（平成19年）6月9日に、それぞれ開通した。現在は無料で通行できる。
4車線化事業
2011年（平成23年）11月21日、2011年（平成23年）度第3次補正予算にて全区間の4車線化、石巻女川ICが事業化された。2015年（平成27年）10月4日に鳴瀬奥松島IC - 石巻女川IC間（同ICの設置を含む）が4車線化され、2017年（平成29年）3月30日には石巻女川IC - 桃生豊里IC間の4車線化も完成、全区間が4車線化された。
- 車線数：完成4車線（23.5 m）
- 最高速度：100 km/h
- 道路規格：第1種第2級
- 設計速度：100 km/h

### 桃生登米道路
桃生登米道路（ものうとよまどうろ）は、桃生豊里IC - 登米IC（宮城県登米市）間の事業名である。延長 13.8 km。桃生豊里IC - 桃生津山ICは2007年（平成19年）6月9日に、桃生津山IC - 登米ICは2009年（平成21年）3月22日に、それぞれ開通した。無料で開通している。
- 起点：宮城県石巻市桃生町太田
- 終点：宮城県登米市中田町浅水
- 延長：13.8 km
- 車線数：暫定2車線（12.0 m） / 計画4車線（23.5 m）
- 最高速度：暫定70 km/h
- 道路規格：第1種第2級
- 設計速度：100 km/h

構造物
- 崎山橋
- 稲荷橋
- 山居沢橋
- 日高見大橋
- 鴇波トンネル
- 成沢橋
- 日野渡橋

### 登米志津川道路
登米志津川道路（とよましづがわどうろ）は、登米IC - 志津川IC（宮城県本吉郡南三陸町）間の事業名である。延長16.1 km。登米ICから新米谷大橋で北上川を越え、登米東和IC（登米市東和町米谷）間5.0 kmが2010年（平成22年）3月22日完成2車線で開通した。三陸自動車道で最初の完成2車線での供用区間である。ただ、計画は4車線であるため、橋梁は暫定2車線である。残る区間である登米東和IC - 志津川IC間については、2011年（平成23年）11月19日に志津川トンネル（仮称）が着手し、2012年（平成24年）4月25日着工、2013年（平成25年）3月3日に貫通した。国土交通省東北地方整備局によると、2015年（平成27年）度開通予定としていたが、2015年（平成27年）9月の関東・東北豪雨で法面にひび割れなどが発生し、補修に時間がかかるため2016年度以降に開通が延期され、登米東和IC - 三滝堂IC（登米市東和町米谷）間2.0 kmは2016年（平成28年）4月16日に先行開通。三滝堂IC - 志津川IC間9.1 kmは、2016年（平成28年）10月30日に開通した。
- 起点：宮城県登米市中田町浅水
- 終点：宮城県本吉郡南三陸町志津川字小森
- 延長：16.1 km
- 車線数：完成2車線（13.5 m） / 計画4車線（22.0 m）
- 道路規格：第1種第3級
- 設計速度：80 km/h

主な構造物
- 新米谷大橋
- 志津川トンネル（1,432 m）

### 南三陸道路
南三陸道路 （みなみさんりくどうろ）は、志津川IC - 歌津IC（宮城県本吉郡南三陸町）間の事業名である。2008年（平成20年）度に新規事業化された。志津川IC - 南三陸海岸IC（3.0 km）は2017年（平成29年）3月20日に、南三陸海岸IC - 歌津I（4.2 km）は同年12月9日にそれぞれ開通した。
- 起点：宮城県本吉郡南三陸町志津川字小森
- 終点：宮城県本吉郡南三陸町歌津字白山
- 延長：7.2 km
- 車線数：完成2車線
- 道路規格：第1種第3級
- 設計速度：80 km/h

### 歌津本吉道路
歌津本吉道路（うたつもとよしどうろ）は、歌津IC - 本吉津谷IC（宮城県気仙沼市）間の延長12.0 kmの事業名である。
2011年（平成23年）度に新規事業化。歌津IC - 小泉海岸IC（10.0 km）が2019年（平成31年）2月16日に、小泉海岸IC - 本吉津谷IC（2.0 km）は2020年（令和2年）11月21日にそれぞれ開通した。
- 車線数：完成2車線 / 計画2車線
- 幅員：13.5 m（盛土） / 12.0 m（構造体）
- 道路規格：第1種第3級
- 設計速度：80 km/h

完成2車線ではあるが、中間の歌津北IC付近に約1 kmの追越車線が設けられている。

### 本吉気仙沼道路
本吉気仙沼道路（もとよしけせんぬまどうろ）は、本吉津谷IC - 気仙沼中央IC（宮城県気仙沼市）間の延長 11.1 kmの事業名である。
2004年（平成16年）にPI（市民参画型道路計画）プロセス概略設計（ルート）が決定された。このうち、1期区間として気仙沼市本吉町九多丸付近から同市松崎高谷付近までの大谷海岸IC - 気仙沼中央IC間7.1 kmのルートは渋滞等を考慮して先に決定された。この区間は現道である国道45号が唯一の幹線道路としてあるのみであり、慢性的な渋滞を発生させている。
2011年（平成23年）度に2期区間である気仙沼市本吉町津谷長根 - 同市本吉町九多丸の本吉津谷IC - 大谷海岸IC間の延長4 kmが完成2車線で新規事業化した。2期区間の気仙沼市本吉高に上下線から利用できる本吉PAが設置されている。気仙沼市の計画では、PAの隣接地に物販施設を民間事業者より設置することが検討されている。大谷海岸IC - 気仙沼中央IC（7.1 km）は2018年（平成30年）3月25日に、本吉津谷IC - 大谷海岸IC（4.0 km）は2019年（平成31年）2月16日に、それぞれ開通した。
- 起点：宮城県気仙沼市本吉町津谷長根
- 終点：宮城県気仙沼市松岩高
- 延長：11.1 km

1期区間：大谷海岸IC - 気仙沼中央IC
- 延長：7.1 km
- 車線数：暫定2車線（幅員 13.5 m）/ 計画4車線（幅員 22.0 m）
- 道路規格：第1種第3級
- 設計速度：80 km/h
- 2006年（平成18年）度 事業着手、2018年（平成30年）3月25日開通

2期区間：本吉津谷IC - 大谷海岸IC
- 延長：4.0 km
- 車線数：完成2車線 (幅員 13.5 m)
- 道路規格：第1種第3級
- 設計速度：80 km/h
- 2011年（平成23年）度 事業着手、2019年（平成31年）2月16日開通[20]

### 気仙沼道路
気仙沼道路（けせんぬまどうろ）は、気仙沼中央IC - 唐桑半島IC間9.0 kmの事業名である。
2011年（平成23年）度に新規事業化。気仙沼港IC - 浦島大島IC間に気仙沼湾（気仙沼港）を大川と共に一気に跨ぐ1,344 mの気仙沼湾横断橋がある。
当区間のルートは初期計画段階で大まかに、気仙沼港を渡る「海側ルート」と現道である国道45号気仙沼バイパス沿いを通り市街地を迂回する「山側ルート」が示されていた。東日本大震災に見舞われたことを踏まえ国は浸水地域は極力避けるルートの方針であったが、地元の水産・商工・観光関係者が海側ルートを強く要望したことに加え、両ルートとも事業費に大きな差異がなかったため、路線延長が短い海側ルートとなった。
気仙沼中央IC - 気仙沼港IC（1.7 km）は2020年（令和2年）2月24日に、気仙沼港IC - 唐桑半島IC（7.3 km）は2021年（令和3年）3月6日にそれぞれ開通した。
- 車線数：完成2車線 / 計画2車線
- 幅員：13.5 m（盛土） / 12.0 m（構造体の一部）/ 14.0 m（気仙沼湾横断橋海上部分[25]）
- 道路規格：第1種第3級
- 設計速度：80 km/h

### 唐桑道路
唐桑道路（からくわどうろ）は、唐桑半島IC - 唐桑小原木IC（宮城県気仙沼市）間3.0 kmの事業名である。事業化が遅れていた志津川IC - 陸前高田IC（岩手県陸前高田市）間の中で当区間が先行着工された。2010年（平成22年）12月19日に上り線を利用した暫定2車線で唐桑半島IC - 唐桑小原木IC間が開通した。このうち、霧立トンネル（2009年〈平成21年〉5月31日貫通）が2,039 mと、約3分の2を占める。
- 延長：3.0 km
- 車線：暫定2車線（12.0 m） / 計画4車線（22.0 m）
- 最高速度：暫定60 km/h
- 道路規格：第1種第3級
- 設計速度：80 km/h

### 唐桑高田道路
唐桑高田道路（からくわたかたどうろ）は、唐桑小原木IC - 陸前高田IC間10.0 kmの事業名である。
2011年（平成23年）度に新規事業化。
陸前高田長部IC - 陸前高田IC間は2018年（平成30年）7月28日に開通。唐桑小原木IC - 陸前高田長部IC間は2019年（平成31年）3月21日に開通。
- 車線数：完成2車線
- 幅員：13.5 m（盛土） / 12.0 m（構造体）
- 道路規格：第1種第3級
- 設計速度：80 km/h

主な構造物
- 小原木長部トンネル（910 m）
- 長部高架橋
- 今泉トンネル（706 m）
- 気仙川大橋

### 高田道路
高田道路（たかたどうろ）は、陸前高田IC - 大船渡碁石海岸IC（岩手県大船渡市）間7.5 kmの事業名である。
2004年（平成16年）度末に大船渡三陸道路が全線開通したのを機に、隣接区間となる高田道路も2005年（平成17年）度より本格的に工事着手した。2005年（平成17年）7月には大船渡市と陸前高田市とを繋ぐ通岡トンネル（1,230 m）の掘削を開始し、2006年（平成18年）10月に貫通。高田道路の開通によって通岡峠付近の線形不良区間や急勾配が解消された。
- 2009年（平成21年）3月15日：通岡峠区間（通岡IC - 大船渡碁石海岸IC間（3.4 km）開通[30]。
- 2014年（平成26年）3月23日：陸前高田IC - 通岡IC間（4.1 km）開通[31]。

主なトンネル
- 通岡トンネル（1,230 m）

### 大船渡三陸道路
大船渡三陸道路（おおふなとさんりくどうろ）は、大船渡碁石海岸IC - 三陸IC（岩手県大船渡市）間17.3 kmの事業名である。
釜石方面開通時に三陸ICが設置。大船渡碁石海岸IC - 大船渡IC間8.6 kmが2005年（平成17年）3月19日開通し、これによってほぼ全線が暫定2車線で開通となった。岩手県立大船渡病院アクセス用救急車緊急退出路も設置されている。
- 起点：岩手県大船渡市大船渡町下船渡
- 終点：岩手県大船渡市三陸町越喜来
- 延長：17.3 km
- 車線数：暫定2車線（12.0 m） / 計画4車線（22.0 m）
- 道路規格：第1種第3級
- 設計速度：80 km/h

構造物
- 下船渡1号橋
- 下船渡2号橋
- 下船渡3号橋
- 宮ノ前橋
- 永沢橋
- 北笹崎川橋
- 笹崎トンネル（284 m）
- 須崎川橋
- 明神前トンネル（1,129 m）
- 御山下大橋
- 盛トンネル（221 m）
- 宇津野沢川橋
- 宇津野沢トンネル（269 m）
- 権現堂トンネル (665 m）
- 盛川大橋
- 前田橋
- 大船渡IC橋
- 立根大橋
- 滝入川橋
- 畳石橋
- 新三陸トンネル

### 吉浜道路
吉浜道路（よしはまどうろ）は、三陸IC - 吉浜IC（岩手県大船渡市）間3.6 kmの事業名である。2007年（平成19年）度に新規事業化された。このうち、羅生峠を貫く吉浜トンネルが1,640 m・越喜来高架橋が570 m・吉浜高架橋が370 mと構造物全体の7割を占める。2015年（平成27年）11月29日に開通。
- 起点：岩手県大船渡市三陸町越喜来
- 終点：岩手県大船渡市三陸町吉浜
- 延長：3.6 km
- 車線数：暫定2車線（12.0 m） / 計画4車線（22.0 m）
- 道路規格：第1種第3級
- 設計速度：80 km/h

### 吉浜釜石道路
吉浜釜石道路（よしはまかまいしどうろ）は、吉浜IC - 釜石JCT（岩手県釜石市）間14.0 kmの事業名である。
2011年（平成23年）度に新規事業化。吉浜IC - 釜石南IC間は2018年（平成30年）8月11日に、釜石南IC - 釜石JCT間は2019年（平成31年）3月9日にそれぞれ開通。
- 車線数：完成2車線 / 計画2車線
- 幅員：13.5 m（盛土） / 12.0 m（構造体）
- 道路規格：第1種第3級
- 設計速度：80 km/h

### 釜石山田道路
釜石山田道路（かまいしやまだどうろ）は、釜石JCT - 山田南IC（岩手県下閉伊郡山田町）間23.0 kmの事業名である。
このうち、先行区間として釜石両石IC - 釜石北IC間4.6 kmが2011年（平成23年）3月5日に開通した。残りの区間のうち大槌IC - 山田南IC（8.0 km）は2019年（平成31年）1月12日に開通した。釜石JCT - 釜石両石IC（5.6 km）が2019年（平成31年）3月9日に開通。釜石北IC - 大槌IC（4.8 km）は2019年（令和元年）6月22日に開通した。
当初、釜石JCTは釜石自動車道と一般道である国道283号との接続点としてICも兼ねて計画されていたが、国道283号との立体交点地に釜石中央ICを新たに設置することとなり、JCTの機能のみに変更された。また、先行整備区間も暫定2車線から完成2車線に変更された。
- 起点：岩手県釜石市甲子町第13地割
- 終点：岩手県下閉伊郡山田町船越
- 延長：23.0 km[34]

先行整備区間：釜石両石IC - 釜石北IC
- 延長：4.6 km[34]
- 車線数：暫定2車線（12.0 m）/ 計画4車線（22.0 m）
- 最高速度：暫定70 km/h
- 道路規格：第1種第3級
- 設計速度：80 km/h
- 開通日時：2011年（平成23年）3月5日[34]

先行整備区間以外
- 車線数：完成2車線
- 幅員：13.5 m（盛土） / 12.0 m（構造体）
- 道路規格：第1種第3級
- 設計速度：80 km/h

主なトンネル
- 両石トンネル（1,209 m）

### 山田道路
山田道路（やまだどうろ）は、山田南IC - 山田IC（岩手県下閉伊郡山田町）間7.8 kmの事業名である。2002年（平成14年）に全線が暫定2車線で無料で開通した。2010年（平成22年）12月22日に簡易中央分離帯（センターポール）が設置され、最高速度が70 km/hに引き上げられた。
- 車線数：暫定2車線（12.0 m） / 計画4車線（22.0 m）
- 最高速度：70 km/h
- 道路規格：第1種第3級
- 設計速度：80 km/h

### 山田宮古道路
山田宮古道路（やまだみやこどうろ）は、山田IC - 宮古南IC（岩手県宮古市）間14.0 kmの事業名である。
2011年（平成23年）度に新規事業化。2017年（平成29年）11月19日開通。
- 車線数：完成2車線 / 計画2車線
- 幅員：13.5 m（盛土） / 12.  m（構造体）
- 道路規格：第1種第3級
- 設計速度：80 km/h

### 宮古道路
宮古道路（みやこどうろ）は、宮古南IC - 宮古中央IC（岩手県宮古市）間4.8 kmの事業名である。2010年（平成22年）3月21日に開通。宮古中央ICへのアクセス道路である「宮古中央インター線」の国土交通省施工区間（0.6 km）が宮古道路の事業名で建設され、2013年（平成25年）3月23日に開通した。
- 車線数：暫定2車線（12.0 m） / 計画4車線（22.0 m）
- 最高速度：70 km/h
- 道路規格：第1種第3級
- 設計速度：80 km/h

### 宮古田老道路
宮古田老道路（みやこたろうどうろ）は、宮古中央IC - 田老北IC間21.0 kmの事業名である。
2011年（平成23年）度に新規事業化。田老真崎海岸IC - 田老北IC（4.0 km）は2018年（平成30年）3月21日に開通した。宮古中央IC - 田老真崎海岸I（17.0 km）は2020年（令和2年）7月12日に開通した。
- 車線数：完成2車線 / 計画2車線
- 幅員：13.5 m（盛土） / 12.0 m（構造体）
- 道路規格：第1種第3級
- 設計速度：80 km/h

## 三陸沿岸道路との関係
三陸沿岸道路（さんりくえんがんどうろ）は、三陸自動車道・三陸北縦貫道路・八戸久慈自動車道の延長約360 kmを東北地方太平洋沖地震（東日本大震災）の復興道路とした名称であり、震災後7年以内を目標に全線開通させるために未着手区間である全11区間約149 kmを一括にした事業名でもある。3道路沿線の追加予算処置でも、「三陸沿岸道路」が事業名として使われている。
2011年（平成23年）8月30日にルートが決定し、同年11月21日に三陸自動車道の未着手であった5区間約59.0 kmが事業化した。事業費圧縮と開通時期を早めるため計画を見直し、既に着手された未着工区間も含めて計画を完成4車線から完成2車線へ変更し、ICについても一部を除き、簡易型ハーフICとなった。2021年に全線開通した。
なお、計画4車線道路の完成2車線仕様での暫定開通の場合、盛土部は完成2車線仕様の分離帯、橋梁・トンネル部は簡易分離帯と異なる中央分離帯が設置されるが、今後の着工区間は全ての区間で上下線が分離され、暫定開通に比べ安全性が向上される。

## 歴史
- 1982年（昭和57年）10月2日：仙台松島道路・松島大郷IC - 松島北出入口間開通。松島北出入口は現在と異なり、国道346号をオーバーパスし根廻交差点先・石巻方面の国道45号へストレートに抜けて中央合流する構造を取っていた。
- 1986年（昭和61年）9月27日：仙台松島道路・利府中IC - 松島大郷IC間開通。
- 1987年（昭和62年）6月30日：第四次全国総合開発計画が閣議決定。高規格幹線道路が構想される。
  - 三陸縦貫自動車道：仙台市 - 宮古市
- 1993年（平成5年）
  - 3月16日：大船渡三陸道路・新三陸TN開通。
  - 3月25日：仙台松島道路・松島北IC - 鳴瀬奥松島IC間開通。この時、松島北出入口は国道346号側に付け替えの上Y型フルIC化され、正式に松島北ICとなる。
- 1995年（平成7年）
  - 4月28日：仙塩道路事業許可。
  - 5月24日：釜石山田道路都市計画決定。
- 1997年（平成9年）3月27日：仙塩道路・仙台港北IC - 利府中IC間開通。
- 1998年（平成10年）
  - 3月20日：矢本石巻道路・鳴瀬奥松島IC - 石巻河南IC間開通。
  - 1998年度（平成10年度）：高田道路・都市計画決定。
- 1999年（平成11年）3月24日：大船渡三陸道路・大船渡IC - 新三陸TN間開通。
- 2001年（平成13年）8月1日：仙台港北ICで仙台東部道路と接続。
- 2002年（平成14年）
  - 5月19日：利府JCTの供用開始により仙台北部道路と接続。
  - 8月2日：山田道路・山田南IC - 山田IC間開通。
- 2003年（平成15年）
  - 3月20日：高田道路起工式。
  - 12月14日：矢本石巻道路・石巻河南IC - 河北IC間開通。石巻河南IC以北を無料開放。
- 2004年（平成16年）2月：桃生登米道路・鴇波TN着工。
- 2005年（平成17年）
  - 3月19日：大船渡三陸道路・大船渡碁石海岸IC - 大船渡IC間開通。
  - 8月：吉浜道路環境調査着手。
  - 9月30日：高田道路・通岡TN着工。
  - 12月10日：唐桑道路起工式。
- 2006年（平成18年）
  - 3月：宮古道路着工。
  - 3月15日：桃生登米道路・鴇波TN貫通式。
  - 7月1日：釜石山田道路・釜石地区起工式。
  - 8月11日：釜石山田道路・両石TN安全祈願祭。
  - 10月19日：高田道路・通岡TN貫通式。
  - 2006年度（平成18年度）：本吉気仙沼道路・気仙沼市本吉町九多丸 - 気仙沼市松崎高谷（7.1 km）間が事業化。
- 2007年（平成19年）
  - 3月24日：唐桑道路・新唐桑TN工事安全祈願祭。
  - 6月9日：矢本石巻道路・河北IC - 桃生豊里IC間、桃生登米道路・桃生豊里IC - 桃生津山IC間開通[9]。
  - 6月27日：釜石山田道路・両石TN貫通。
  - 2007年度（平成19年度）：吉浜道路調査設計着手。
- 2008年（平成20年）1月24日：矢本石巻道路・鳴瀬奥松島IC - 石巻河南IC間が償還完了し無料開放。
- 2009年（平成21年）
  - 3月15日：高田道路・大船渡碁石海岸IC - 通岡IC間開通[30]。
  - 3月22日：桃生登米道路・桃生津山IC - 登米IC間開通[11]。
- 2010年（平成22年）
  - 3月21日：宮古道路・宮古南IC - 宮古中央IC間開通[42]。
  - 3月22日：登米志津川道路・登米IC - 登米東和IC間開通[12]。
  - 10月22日：利府JCT（仙台北部道路 利府しらかし台IC方面⇔利府塩釜IC方面）ランプ開通。
  - 12月19日：気仙沼市只越 - 気仙沼市館間開通[26]。
- 2011年（平成23年）
  - 3月5日：釜石山田道路・釜石両石IC - 釜石北IC間開通[34][35]。
  - 3月11日：東北地方太平洋沖地震（東日本大震災）発生。
  - 11月19日：復興道路（三陸沿岸道路）宮城県着工式。登米志津川道路・志津川TN着手。
  - 11月20日：復興道路（三陸沿岸道路）岩手県着工式。
  - 11月21日：第三次補正予算（12兆1,025億円）が成立し、三陸沿岸道路を「復興道路」として整備する予算措置がなされた[47]。未着手区間55.4 km全区間を三陸沿岸道路として一括事業化、仙塩道路（7.8 km）・矢本石巻道路（26.5 km）の4車線化、多賀城IC・石巻女川ICが事業化。
  - 2011年度（平成23年度）：本吉気仙沼道路2期区間（本吉IC - 大谷IC間）事業化。
- 2012年（平成24年）
  - 4月25日：登米志津川道路・志津川TN工事安全祈願祭。
  - 7月12日：仙台松島道路・利府中IC - 松島海岸IC間4車線化。
  - 8月8日：仙台松島道路・春日PA供用開始。
- 2013年（平成25年）3月5日：登米志津川道路・志津川TN貫通。
- 2014年（平成26年）
  - 3月23日：高田道路・陸前高田IC - 通岡IC間開通[31]。
  - 3月25日：仙台松島道路・松島海岸IC - 松島北IC間4車線化[48]。
- 2015年（平成27年）
  - 3月30日：仙台松島道路・松島北IC - 鳴瀬奥松島IC間4車線化[49][50]。
  - 3月31日：矢本石巻道路・鳴瀬奥松島IC - 石巻河南IC（下り線）片側2車線化[51]。
  - 11月29日：吉浜道路・三陸IC - 吉浜IC間開通[32]。
- 2016年（平成28年）
  - 3月27日：仙塩道路・仙台港北IC - 利府JCT間4車線化。同時に多賀城ICが設けられた[52]。
  - 4月16日：登米志津川道路・登米東和IC - 三滝堂IC間開通[16]。
  - 10月30日：登米志津川道路・三滝堂IC - 志津川IC間開通[17]。
- 2017年（平成29年）
  - 3月20日：南三陸道路・志津川IC - 南三陸海岸IC間開通[18]。
  - 3月30日：矢本石巻道路・石巻女川IC - 桃生豊里IC間4車線化[10]。
  - 11月19日：山田宮古道路・山田IC - 宮古南IC間開通[40]。
  - 12月9日：南三陸道路・南三陸海岸IC - 歌津IC間開通[19]。
- 2018年（平成30年）
  - 3月21日：宮古田老道路・田老真崎海岸IC - 田老北IC間開通[44][45]。
  - 3月25日：本吉気仙沼道路・大谷海岸IC - 気仙沼中央IC間開通[22]。
  - 7月28日：唐桑高田道路・陸前高田長部IC - 陸前高田IC間開通[27]。
  - 8月11日：吉浜釜石道路・吉浜IC - 釜石南IC間開通[27]。
- 2019年（平成31年 / 令和元年）
  - 1月12日：釜石山田道路・大槌IC - 山田南IC間開通[36]。
  - 2月16日：歌津本吉道路・歌津IC - 小泉海岸IC間、本吉気仙沼道路・本吉津谷IC - 大谷海岸IC間開通[20]。
  - 3月9日：吉浜釜石道路・釜石南IC - 釜石JCT間、釜石山田道路・釜石JCT - 釜石両石IC間開通[33]。
  - 3月21日：唐桑高田道路・唐桑小原木IC - 陸前高田長部IC間開通[28]。
  - 6月22日：釜石山田道路・釜石北IC - 大槌IC間開通[37]。
- 2020年（令和2年）
  - 2月24日：気仙沼道路・気仙沼中央IC - 気仙沼港IC間開通[23]。
  - 7月12日：宮古田老道路・宮古中央JCT - 田老真崎海岸IC間開通[46]。
  - 11月21日：歌津本吉道路・小泉海岸IC - 本吉津谷IC間開通[21]。
- 2021年（令和3年）3月6日：気仙沼道路・気仙沼港IC - 唐桑半島IC間開通[24]により全線開通。

## 地理

### 通過する自治体
- 宮城県
  - 仙台市（宮城野区） - 多賀城市 - 宮城郡利府町 - 宮城郡松島町 - 東松島市 - 宮城郡松島町 - 東松島市 - 宮城郡松島町 - 東松島市 - 石巻市 - 登米市 - 本吉郡南三陸町 - 気仙沼市
- 岩手県
  - 陸前高田市 - 大船渡市 - 釜石市 - 上閉伊郡大槌町 - 下閉伊郡山田町 - 宮古市

## 東日本大震災との関連事項
東北地方太平洋沖地震（東日本大震災）によって津波が来襲した際、宮古道路では住民が盛土斜面を登り道路上に避難、釜石山田道路では、児童生徒たちが道路上を歩いて市内の避難施設まで辿り着いた。また、自衛隊等の緊急車両の到達が可能となり、救援ルートとして利用された。